# 昂西
昂西（法語：Hensies，法語發音：[ɑ̃zi]）是比利时瓦隆大区埃諾省蒙斯區的一个市镇，西面与法国接壤，通行法语，是比利时法语社群的一部分，人口6,828人（2018年1月1日）。